# Atletika na Letních olympijských hrách 1996 – 400 metrů muži
Běh na 400 metrů mužů na Letních olympijských hrách 1996 se uskutečnil ve dnech 26. –  29. července na Olympijském stadionu v Atlantě. Vítězem závodu se stal s přehledem Američan Michael Johnson v novém olympijském rekordu 43,49 s., stříbro získal téměř o celou sekundu zpět Roger Black z Velké Británie a bronz reprezentant Ugandy Davis Kamoga.

## Výsledky finálového běhu
| *                | jméno                 | země                   | čas   |
| ---------------- | --------------------- | ---------------------- | ----- |
| Zlatá medaile    | Michael Johnson       | Spojené státy americké | 43,49 |
| Stříbrná medaile | Roger Black           | Velká Británie         | 44,41 |
| Bronzová medaile | Davis Kamoga          | Uganda                 | 44,53 |
| 4                | Alvin Harrison        | Spojené státy americké | 44,62 |
| 5                | Iwan Thomas           | Velká Británie         | 44,70 |
| 6                | Roxbert Martin        | Jamajka                | 44,83 |
| 7                | Davian Clarke         | Jamajka                | 44,99 |
| DNF              | Ibrahim Ismail Muftah | Katar                  |       |